# Eucera tricincta
Eucera tricincta är en biart som beskrevs av Wilhelm Ferdinand Erichson 1835. Eucera tricincta ingår i släktet långhornsbin, och familjen långtungebin. Inga underarter finns listade i Catalogue of Life.